# Corsico
Corsico é uma comuna italiana da região da Lombardia, província de Milão, com cerca de 32.667 habitantes. Estende-se por uma área de 5 km², tendo uma densidade populacional de 6533 hab/km². Faz fronteira com Milano, Cesano Boscone, Trezzano sul Naviglio, Buccinasco.

## Demografia
| Variação demográfica do município entre 1861 e 2011                               |
|                                                                                   |
| Fonte: Istituto Nazionale di Statistica (ISTAT) - Elaboração gráfica da Wikipedia |